# Камелия
Вижте пояснителната страница за други значения на Камелия.
Камелия (Camellia) е род растения от семейство Чаеви (Theaceae), включващ над 250 вида и над 10 000 сорта храсти и малки дървета, разпространени главно в Източна и Югоизточна Азия. Най-известните видове са обикновената камелия (Camellia japonica) и чаят (Camellia sinensis). Цъфти през зимата и ранна пролет, от ноември до началото на май.

## Климатични изисквания
Камелиите са изключително взискателни към температурата. Трябва да им се осигури прохладно и светло място. Единствено когато залагат цветните си пъпки – обикновено през юли-август, температурата трябва да е около 20-25 градуса. По-късно, докато пъпките съзряват, не трябва да превишава 15 градуса, а по време на цъфтежа оптималните градуси са 8-10, за някои сортове и по-ниски. Почвата трябва да се поддържа влажна, без преовлажняване или пресушаване.
Камелиите с по-прости цветове в зависимост от сорта издържат температури от -10,-20 градуса, докато сортовете с кичести цветове трябва да се държат в помещения с температура над нулата.
През лятото обича светлина, топлина и полусянка. Хубаво е да е на открито. През есента се прибира на хладно при висока влажност.

## Отглеждане
Субстрат: Кисела почва (pH 5,5). Смес от торф, пясък и глинен гранулат в съотношение 2:1:1. Може да се прави и смес със субстрат за азалии. При младите растения ½ от пръстта се сменя на 2 години, а при старите-на 3-5 години. Размножава се след прецъфтяване с полувдървесинени резници.

## Видове
- Camellia assimilis
- Camellia azalea
- Camellia brevistyla
- Camellia caudata
- Camellia chekiangoleosa
- Camellia chrysantha
- Camellia connata
- Camellia crapnelliana
- Camellia cuspidata
- Camellia euphlebia
- Camellia euryoides
- Camellia forrestii
- Camellia fraterna
- Camellia furfuracea
- Camellia granthamiana
- Camellia grijsii
- Camellia hongkongensis
- Camellia irrawadiensis
- Camellia japonica – Обикновена камелия
- Camellia kissii
- Camellia lutchuensis
- Camellia miyagii
- Camellia nitidissima
- Camellia nokoensis
- Camellia oleifera
- Camellia parviflora
- Camellia pitardii
- Camellia polyodonta
- Camellia reticulata
- Camellia rosiflora
- Camellia rusticana
- Camellia salicifolia
- Camellia saluenensis
- Camellia sasanqua
- Camellia semiserrata
- Camellia sinensis – Чай
- Camellia taliensis
- Camellia transnokoensis
- Camellia tsaii
- Camellia vietnamensis
- Camellia yunnanensis

## Други
На камелиите е наречена улица в квартал „Овча купел“ в София (Карта).